# これから逢いに行くよ。
「これから逢いに行くよ。」は、日本のア・カペラ ヴォーカルグループ、SMOOTH ACEの7枚目のシングル。2004年6月16日に TOSHIBA EMIからリリースされ、3曲が収録されている。

## 収録曲
全作詞・作曲・編曲：小西康陽
1. これから逢いに行くよ。
2. これから歌がはじまる。
3. これから逢いに行くよ。(instrumental)

## 参加
重住ひろこ、岡村玄、平慎也、李眞姫（vo, cho）／久米大作（pf,og）／河上修（b）／ペッカー（per）／金山功（vib）／小林太（tp）／中川英二郎（tb）／竹上良成（sax）／吉田哲人（mp）

## スタッフ
プロデュース&アート・ディレクション：小西康陽　レコーディング／ミキシング・エンジニア：廣瀬修
品番
TOCT-4730 

## 配信
発売日：2013-7-10